# محبوب الحق
محبوب الحق
(* 22. فبراير 1934 في مدينة جامو، كشمير ; 16 يوليو 1998 نيو يورك) هو عالم اقتصاد شهير من باكستان. اهتم بنظريات تطور المجتمع الإنساني، وساهم مساهمة كبيرة في إنشاء مؤشر التنمية البشرية النابع من الأمم المتحدة. وكانت أفكاره واقتراحاته الأساس الذي أنشئ علية المجلس الاستشاري للاقتصاد والمجتمع في الأمم المتحدة .